# Ahmed Landolsi
Ahmed Landolsi est un acteur tunisien connu pour avoir joué les rôles télévisés de Mehdi dans la série Maktoub et de Zied dans la série Awled Moufida.

## Biographie
Il possède une agence de casting pour des spots publicitaires, clips et figurations pour les émissions de variétés.

## Carrière
Il commence à faire quelques figurations dans certaines productions télévisées locales. Puis, en 2005, il devient animateur et chroniqueur dans l'émission Ahla Jaw animée par Hela Rokbi. Il tourne dans quelques spots publicitaires avant de décrocher son premier rôle dans une série télévisée. En 2007, il décroche un rôle principal dans la série Layali el bidh. 
En 2008, il obtient celui de Mehdi dans la série Maktoub, ce qui le fait connaître auprès du grand public. En 2010, il joue le rôle d'Ahmed dans la série Casting.
Le 13 avril 2016, il tient des propos homophobes dans le cadre de l'émission Klem Ennes sur El Hiwar El Tounsi, conduisant l'association Shams qui défend la communauté LGBT en Tunisie à exiger qu'il présente des excuses et à menacer de faire son outing.

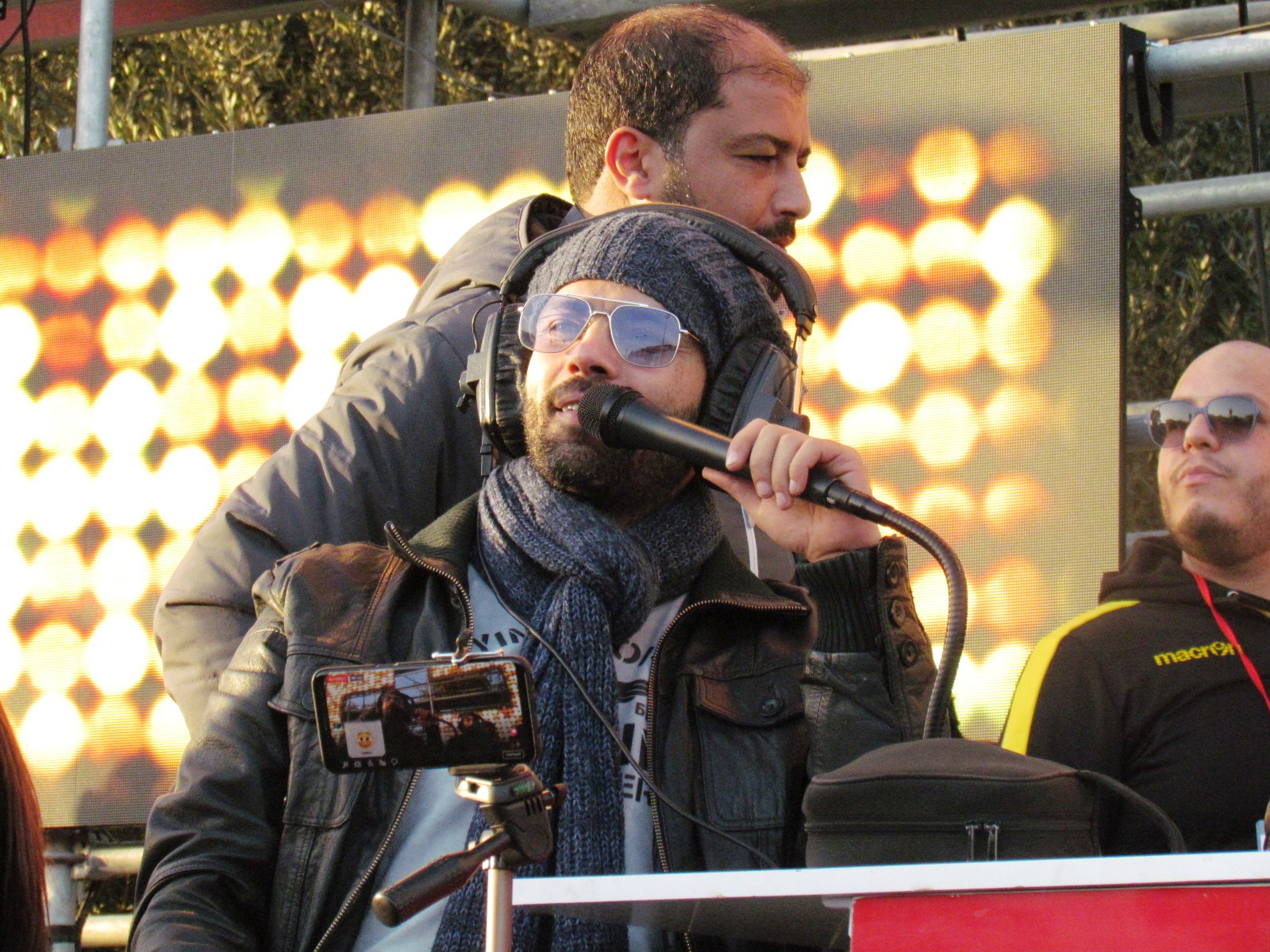
Landolsi lors des festivités du centenaire de l'Espérance sportive de Tunis en 2019.

En juillet de la même année, Ahmed Landolsi reçoit le prix du meilleur acteur pour son rôle de Zied dans la série Awled Moufida aux Romdhane Awards, attribués par Mosaïque FM.
Toujours en 2016, il est arrêté pour une affaire d'abandon de famille et d'émission de chèques sans provision, avant d'être relâché quelques jours plus tard. Dans la soirée du 18 août 2018, il est arrêté à nouveau dans le cadre de poursuites pour émission de chèques sans provision.
Le 20 mai 2019, il annonce la fin prochaine de sa carrière.

## Filmographie

### Cinéma
- 2004 : Noce d'été de Mokhtar Ladjimi (invité d'honneur)
- 2006 : Making of de Nouri Bouzid (invité d'honneur)
- 2008 : Le Projet (court métrage) de Mohamed Ali Nahdi : Sami
- 2018 :
  - Stouche de Karim Berrhouma : l'infirmier d'autopsie 1
  - Damergi de Karim Berrhouma : Naceur Damergi
  - Gauche... droite de Moutia Dridi
- 2020 : Dajjal de Karim Berrhouma
- 2021 : Hadés de Mohamed Khalil Bahri

### Télévision

#### Séries
- 2004 : Loutil de Slaheddine Essid (invité d'honneur de l'épisode 11) : le visiteur de l'hôtel
- 2005 :
  - Aoudat Al Minyar de Habib Mselmani et Ali Louati (invité d'honneur)
  - Choufli Hal de Slaheddine Essid (invité d'honneur des épisodes 3, 4, 9 et 17 de la saison 1) : Hédi Balha, le petit ami d'Amani
- 2006 :
  - Hayet w Amani de Mohamed Ghodbane (invité d'honneur de l'épisode 5) : Hechmi Abdelwerith
  - Hkeyet El Eroui (épisode « Qui a vendu ses parents ») de Habib Jomni (invité d'honneur) : Hassen
- 2007 : Layali el bidh de Habib Mselmani : Haïthem
- 2008-2014 : Maktoub de Sami Fehri : Mehdi Néji
- 2009 : Who Was Jesus d'Alexander Marengo : Jésus
- 2010 : Casting de Sami Fehri : Ahmed Radhouane
- 2013 : Yawmiyat Imraa de Khalida Chibeni : Fehmi
- 2015 :
  - School (saison 2) de Rania Gabsi et Sofien Letaiem : Raeef
  - Naouret El Hawa de Madih Belaïd (invité d'honneur de l'épisode 4 de la saison 2) : Kamel
- 2015-2017 : Awled Moufida de Sami Fehri : Zied
- 2016 : Bolice 2.0 de Majdi Smiri (invité d'honneur de l'épisode 3) : Si Ahmed
- 2016-2017 : Flashback de Mourad Ben Cheikh : Faycel
- 2018 :
  - Familia Lol de Nejib Mnasria (invité d'honneur de l'épisode 3) : le locataire de la maison
  - Tej El Hadhra de Sami Fehri : Mustapha Khaznadar
- 2019 : Machair de Muhammet Gök : Kacem
- 2020 : Galb El Dhib (ar) de Bassem Hamraoui (invité d'honneur des épisodes 1 à 6) : le commissaire Si Sadok
- 2021 :
  - 16/16 de Hamdi Jouini : Alexya
  - Machair 2 de Muhammet Gök : Kacem
- 2023 : Djebel Lahmar de Rabii Tekali (invité d'honneur des épisodes 15-19) : Massinissa, frère de Samra

#### Téléfilms
- 2012 : Le Tireur d'élite de Yosri Bouassida : Adnene Zarrouk

#### Émissions
- 2013 : ITech sur Ettounsiya TV : animateur
- 2014 :
  - Taxi 2 (épisode 24) sur Nessma : invité
  - L'anglizi (épisode 7) sur Tunisna TV : invité
- 2015 : Belmakchouf d'Adel Bouhlel sur Hannibal TV : invité
- 2017 : Sadma sur MBC 1 : animateur
- 2018 :
  - Abdelli Showtime de Lotfi Abdelli (épisode 2 de la saison 2) sur Attessia TV : invité
  - Labès (saison 7) de Naoufel Ouertani (partie 3 de l'épisode 7) sur Attessia TV : invité
  - Ramzi hal Tahlom de Ramzi Abdeljaoued sur Attessia TV : invité
- 2019 :
  - Labès (saison 8) de Naoufel Ouertani sur Attessia TV : invité
  - Ethhak Maana de Naoufel Ouertani (saison 1) sur Attessia TV : chroniqueur
- 2020 :
  - Abdelli Showtime de Lotfi Abdelli (épisode 10 de la saison 3) sur Attessia TV : invité
  - Battle Chef sur Attessia TV : animateur
  - El Weekend d'Afef Gharbi sur Attessia TV : invité
  - Fekret Sami Fehri de Hédi Zaiem (ar) sur El Hiwar El Tounsi (épisode 2 de la saison 2) : invité
  - Familya Time de Jihen Milad sur Attessia TV (première partie de l'épisode 12) : invité
  - Sayef Maana de Naoufel Ouertani sur Attessia TV (deuxième et troisième parties de l'épisode 13) : invité
  - Alech Lé? (Pourquoi pas ?) de Khouloud Mabrouk sur Carthage+ (deuxième épisode) : invité de l'épisode 2
- 2021 :
  - Labès (saison 10) de Naoufel Ouertani sur Attessia TV : invité de l'épisode 14 (partie 4)
  - Minute 60 de Naoufel Ouertani sur Mosaïque FM : invité
  - Star Time d'Oumaima Ayari sur Radio IFM : invité
  - Romdhane Show sur Mosaïque FM avec Malek El Ouni et Hédi Zaiem : invité
  - Sahri Bahri sur Tunisna TV avec Youssef Bahri : invité
  - Seulement pour celui qui veille avec Naoufel Ouertani sur Attessia TV : invité de l'épisode 28
  - Ce que Mémé nous a dit avec Wajiha Jendoubi sur Radio Med : invité
  - Be Cool sur Radio Med : invité
- 2022 :
  - Labès (saison 11) de Naoufel Ouertani sur El Hiwar El Tounsi : invité de la partie 1 de l'épisode 16 de la saison 11
  - Kmiss 3lik avec Fayçal Hdhiri sur Tunisna TV : invité
  - Sakarli El Barnamej avec Ala Chebbi sur Carthage+ : invité de l'épisode 1 de la saison 1
  - Labès avec Naoufel de Naoufel Ouertani sur Attessia TV : invité
- 2023 : 
  - Fekret Sami Fehri (invité d'honneur de l'épisode 9 de la saison 6) de Hédi Zaiem sur El Hiwar El Tounsi : invité
  - "Jeu Dit Tout" (invité de la deuxième partie de l'épisode 11 de la saison 5) d'Amine Gara : invité
  - Difna Ala Kifna (invité de l'épisode 11 de la saison 3) de Maïssa Badis : invité

## Clips
- 2016 : Ikertbet d'Imen Cherif
- 2019 : Manich Behi de Klay BBj
- 2020 : Mosrar de Zahra Fares